# Pompe proton-potassium
 (signalé en juin 2025).
Si vous disposez d'ouvrages ou d'articles de référence ou si vous connaissez des sites web de qualité traitant du thème abordé ici, merci de compléter l'article en donnant les références utiles à sa vérifiabilité et en les liant à la section « Notes et références ».
- Archive Wikiwix
- Bing
- Cairn
- DuckDuckGo
- E. Universalis
- Gallica
- Google
- G. Books
- G. News
- G. Scholar
- Persée
- Qwant
- (zh) Baidu
- (ru) Yandex
- (wd) trouver des œuvres sur Wikidata

La pompe proton-potassium est une enzyme transmembranaire. Il s´agit d´une ATPase de type « P antiport » (tout comme la pompe sodium-potassium) électroneutre (sortie d'un H+, entrée d'un K+).
Elle possède 10 segments transmembranaires, dont un est utilisé pour transférer un phosphate d'une molécule d'ATP, à un acide aspartique, pour former du Bêta Aspartyl phosphate, qui sera alors utilisé comme carburant. Elle contient des unités Bêta, dont une est glycosylée afin de guider le transport des ions.
Elle permet de maintenir le pH gastrique proche de 1 alors que le pH extérieur est globalement égal à 7.
Son potentiel membranaire est régi par la loi de Goldman-Hodgkin-Katz.